# Petr Svojtka
Petr Svojtka (ur. 25 września 1946 w Pradze, zm. 9 maja 1982 tamże) – czeski aktor.

## Biogram
W 1968 r. ukończył DAMU w Pradze.
W latach 1968-75 członek Teatru im. Jerzego Wolkera w Pradze i z 1975 r. Teatru Narodowego tamże.
Przedstawiciel młodych dynamicznych bohaterów klasycznego i współczesnego repertuaru. 

## Role teatralne
- 1971: Romeo i Julia – Romeo
- 1975: Milenci z kiosku – Benjamin
- 1980: Król Lear – Edmund
- 1982: Hrátky s čertem – Lucius

## Filmografia

### Role filmowe
- 1970: Nevěsta – David
- 1973: Jezdec formule risk – Jirka
- 1973: Trzy orzeszki dla Kopciuszka – książę (głos, wersja czeska)
- 1976: Mała syrenka – książę Południowego Imperium
- 1978: Střepy pro Evu – kamerzysta Ivan
- 1979: Królewicz i gwiazda wieczorna – królewicz Velen (głos)
- 1979: Drsná Planina – st. szer. Bárta (głos)
- 1979: Hodinářova svatební cesta korálovým mořem – aktor #2
- 1981: Ta chwila, ten moment – dr med. Valsa

### Role telewizyjne
- 1975: Nejmladší z rodu Hamrů – Václav Hamr
- 1977: Žena za pultem – Vašek
- 1979: Inženýrská odysea – psycholog Vladimír Klimeš
- 1980: Arabela – lekarz psychiatra
- 1981: Okres na severu – inż. Jan Belšan

### Czeski dubbing
- 1959: Safira – David Harris
- 1962: Kapitan Fracasse – Vašek
- 1964: Pod ostrzałem – psycholog Vladimír Klimeš
- 1965: Piramida Boga Słońca – Potoca
- 1965: Skarb Azteków – Potoca
- 1968: Z powodu Alberta (pierwsza wersja dubbingowa) – Leon
- 1973: Kupiec wenecki – Lorenco
- 1976: La Situation est grave... mais pas désespérée! – szef gabinetu ministra Mazarda
- 1978: Roman i Magda – Roman Barwiński
- 1979: Ałlegro s ogniom – Jurij Makarin

Źródło: 